# Justin Edinburgh
Justin Charles Edinburgh (* 18. Dezember 1969 in Basildon; † 8. Juni 2019 ebenda) war ein englischer Fußballspieler und -trainer. Als linker Außenverteidiger spielte er in den 1990er-Jahren für Tottenham Hotspur und gewann mit dem Klub 1991 den FA Cup und 1999 den Ligapokal. Ab 2003 trainierte er zumeist unterklassige Klubs und nur wenige Wochen vor seinem Tod hatte er Leyton Orient als Fünftligameister zurück in die Football League geführt.

## Sportlicher Werdegang

### Aktive Spielerkarriere
Edinburgh begann seine sportliche Laufbahn bei Southend United. Als Abwehrspieler, der zumeist als linker Außenverteidiger eingesetzt wurde, war er ab August 1988 Teil des Profikaders und absolvierte bis Mitte 1990 insgesamt 37 Ligaspiele. Davon waren 15 Partien in der Drittligasaison 1988/89 und nach dem Abstieg 22 Begegnungen in der Viertligaspielzeit 1989/90, die dem Klub den direkten Wiederaufstieg bescherte. Zuvor hatte Edinburgh Southend bereits in Richtung von Tottenham Hotspur auf Leihbasis ab Januar 1990 verlassen. Obwohl er dort in der Erstligamannschaft bis Saisonende noch nicht berücksichtigt worden war, wechselte er im Juli 1990 für die Ablösesumme von 150.000 Pfund fix zu den „Spurs“ und debütierte am 10. November 1990 per Einwechslung beim 4:2-Heimsieg gegen den FC Wimbledon. Gleich in seiner ersten vollständigen Saison 1990/91 gelang ihm der größte Erfolg in seiner Spielerkarriere. Ungeachtet dessen, dass er in nur zwölf Erstligapartien in der Startelf gestanden hatte, war er Teil der Mannschaft, die das Finale im FA Cup mit 2:1 gegen Nottingham Forest gewann.
Obwohl in weiten Teilen der Anhängerschaft der Spurs immer wieder Bedenken geäußert wurden, ob Edinburgh gut genug für einen Platz in einer Mannschaft war, die Anspruch darauf erhob, ins obere Tabellendrittel der höchsten englischen Spielklasse zurückzukehren, überzeugte er über eine lange Zeit mit hoher Einsatzbereitschaft. Er stand sinnbildlich für die große Rivalität im Derby von Nord-London gegen den FC Arsenal, bei dem er zusätzlich eine persönliche „Fehde“ mit Lee Dixon kultivierte. Darüber hinaus fiel Edinburghs Spielweise wenig auf und beschränkte sich zumeist auf defensive Aufgaben – gelegentlich wurde ihm vorgeworfen, zu oft Elfmeter gegen die eigene Mannschaft verschuldet zu haben. Dennoch wurde er im Verlauf seiner Karriere nur selten vom Platz gestellt. Seine rote Karte im 1999er Endspiel des Ligapokals, das letztlich mit 1:0 gegen Leicester City gewonnen wurde, war ihm aufgrund eines als Tätlichkeit bewerteten minimalen Kontakts im Duell mit dem gegnerischen Robbie Savage gezeigt worden. Während seiner mehr als zehnjährigen Zugehörigkeit zu Tottenham war er der einzige Spieler, der sowohl 1991 den FA Cup als auch 1999 den Ligapokal gewann. Er wurde unter den häufig wechselnden Trainer stets berücksichtigt, wobei nur seine Zeit unter dem Schweizer Christian Gross Probleme mit sich brachte. Diese führten zu Abwanderungsgedanken bei Edinburgh, aber spätestens nach der Übernahme durch George Graham fand er wieder vorübergehend zurück ins Team. Erst mit der Verpflichtung von Mauricio Taricco ging seine Zeit in London zu Ende und er schloss sich im März 2000 auf Leihbasis dem Zweitligisten FC Portsmouth und kurze Zeit später auf fixer Basis an.
Nach dem Klassenerhalt von „Pompey“ absolvierte er bis zum Ende der Saison 2001/02 noch 27 weitere Pflichtspiele, aber als der FC Portsmouth in der anschließenden Spielzeit 2002/03 über die Zweitligameisterschaft in die Premier League aufstieg, hatte er daran keinen aktiven Anteil mehr. Stattdessen schloss er sich im Juli 2003 dem unterklassigen Klub Billericay Town als Spielertrainer an.

### Traineraktivitäten

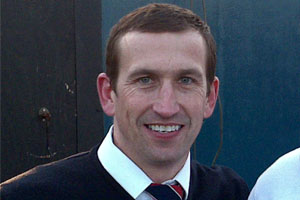
Justin Edinburgh im Jahr 2010.

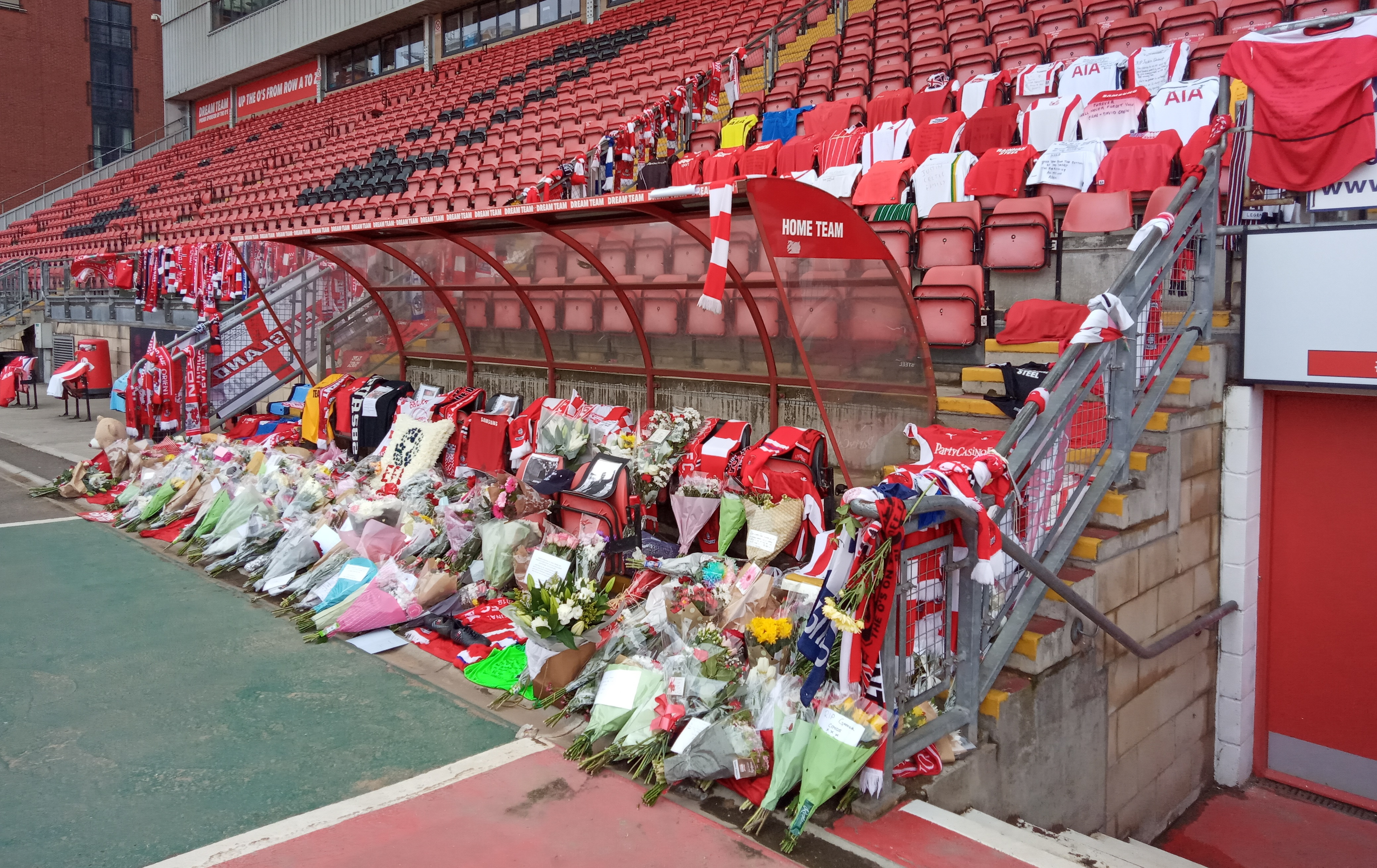
Gedenken an Justin Edinburgh an der Trainerbank an der Brisbane Road.

Nach seinen ersten Trainererfahrungen mit Billericay heuerte er im Januar 2006 beim Ligakonkurrenten Fisher Athletic an. Der Klub spielte in der siebtklassigen Premier Division der Isthmian League und gemeinsam gelang auf Anhieb nach einem 3:0-Sieg im Playoff-Finale gegen Hampton & Richmond der Aufstieg in die Conference South. Bereits im November 2006 zog er weiter zu Grays Athletic in die fünftklassige Conference National, wo er zunächst als Assistent von Andy King arbeitete und im Januar 2007 seine Nachfolge übernahm. Seine Amtszeit dort dauerte bis zur einvernehmlichen Vertragsauflösung im Februar 2008 an, als der Klub auf dem 14. Tabellenplatz stand.
Nach weiteren Assistentenarbeiten beim FC Woking (ab April 2008) und bei Rushden & Diamonds (ab Oktober 2008) übernahm er beim zuletzt genannten Fünftligisten im Februar 2009 zunächst auf Interimsbasis und im April 2009 „dauerhaft“ die Cheftrainerrolle. Dabei führte er den Klub in der Saison 2009/10 auf den vierten Rang, scheiterte aber im anschließenden Playoff-Halbfinale an Oxford United Nach einem Mittelfeldplatz in der Spielzeit 2010/11 geriet der Klub zunehmend in finanzielle Schieflage und musste Insolvenz anmelden, womit auch Edinburghs Amtszeit dort endete.
Im Oktober 2011 übernahm Edinburgh den AFC Newport County zum Zeitpunkt als dieser auf dem 23. Platz der fünften Liga stand. Ihm gelang anschließend nicht nur der Klassenerhalt; darüber hinaus erreichte er mit seinem neuen Klub das Endspiel der FA Trophy, das aber im Wembley-Stadion mit 0:2 gegen York City verloren ging. In die folgende Saison 2011/12 startete er mit fünf Siegen in Folge und die reguläre Spielzeit endete auf dem dritten Rang. Anschließend sicherte sich der Klub mit einem 2:0-Erfolg im Playoff-Finale gegen den AFC Wrexham den Aufstieg in die viertklassige League Two, womit für Newport gleichzeitig eine 25-jährige Abwesenheit vom Spielbetrieb der Football League endete. Mit dieser Errungenschaft weckte Edinburgh Begehrlichkeiten bei höherklassigen Klubs. Dabei war er im Gespräch als Nachfolger von Guy Whittingham beim FC Portsmouth, aber diese Offerte schlug er ebenso aus wie ein Angebot von Northampton Town. So blieb er in der Saison 2013/04 seinem Klub in Newport erhalten und führte diesen auf den 14. Rang in der League Two. In der anschließenden Spielzeit 2014/15 lag Newport mit Edinburgh im Februar 2015 auf dem sechsten Platz, bevor ihn der Drittligist FC Gillingham (bei Zahlung einer finanziellen Entschädigung für Newport) von einem Wechsel überzeugte.
In Gillingham führte Edinburgh das Team nach schwachem Start noch auf den zwölften Platz in der Saison 2014/15 und der sportliche Aufwärtstrend hatte danach seinen Höhepunkt auf dem zweiten Rang in der dritten Liga an Weihnachten 2015. Es folgte jedoch ein Fall auf den neunten Rang, der auch durch in einer Serie von Verletzungen von Schlüsselspielern begründet lag. Der Absturz in die untere Tabellenhälfte sorgte anschließend dafür, dass Anfang Januar 2017 das gesamte Trainerteam um und mit Edinburgh entlassen wurde; die „Gills“ lagen zu dem Zeitpunkt auf dem 17. Platz. Edinburgh unterschrieb noch im selben Monat beim Ligakonkurrenten Northampton Town einen Zweieinhalbjahresvertrag. Das Engagement stand jedoch unter keinem guten Stern und bereits Ende August 2017 endete dieses nach vier Auftaktniederlagen in der Saison 2017/18 mit seiner Entlassung.
Ende November 2017 unterschrieb Edinburgh für zweieinhalb Jahre beim fünftklassigen Klub Leyton Orient. In gerade einmal anderthalb Jahren führte er den Klub aus dem Tabellenmittelfeld nach oben und über die Fünftligameisterschaft in der Saison 2018/19 gelang die Rückkehr in den Profifußball der Football League. Nur wenige Wochen später erlitt Edinburgh unerwartet am 3. Juni 2019 einen Herzinfarkt und verstarb fünf Tage später im Basildon University Hospital.

## Titel/Auszeichnungen
- Englischer Pokal (1): 1991
- Englischer Ligapokal (1): 1999
- FA Charity Shield (1): 1991 (geteilt, ohne Einsatz)